# Сросшиеся брови

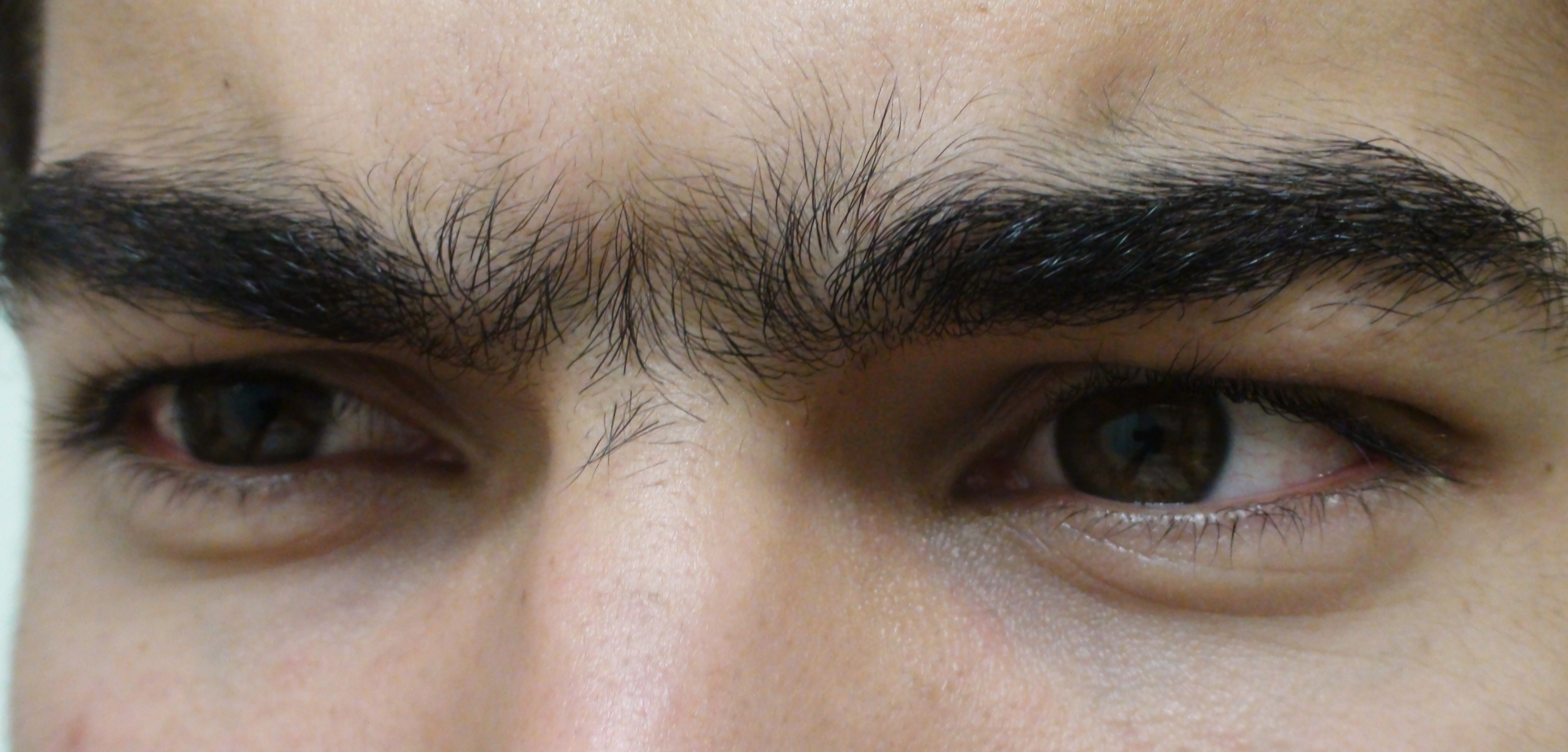
Оволосение, близкое к синофризу

Сросшиеся брови (в медицине Синофриз, лат. Synophrys от греч. σύνοφρυς, также монобровь) — наличие обильного оволосения между бровями, когда они сходятся и визуально образуют одну длинную бровь. У южных славян называются «волчьим взглядом», украинские поверья утверждают, что такие брови часто встречаются у ведьм, а польские — что у вампиров. 
В некоторых культурах, например у некоторых народов Кавказа, Средней Азии, Ирана, Афганистана, Пакистана и Индии, такая особенность считается привлекательной и у мужчин и у женщин, некоторые женщины из этих народов даже дорисовывают себе чёрным карандашом перемычку между бровями.  

## Генетические отклонения

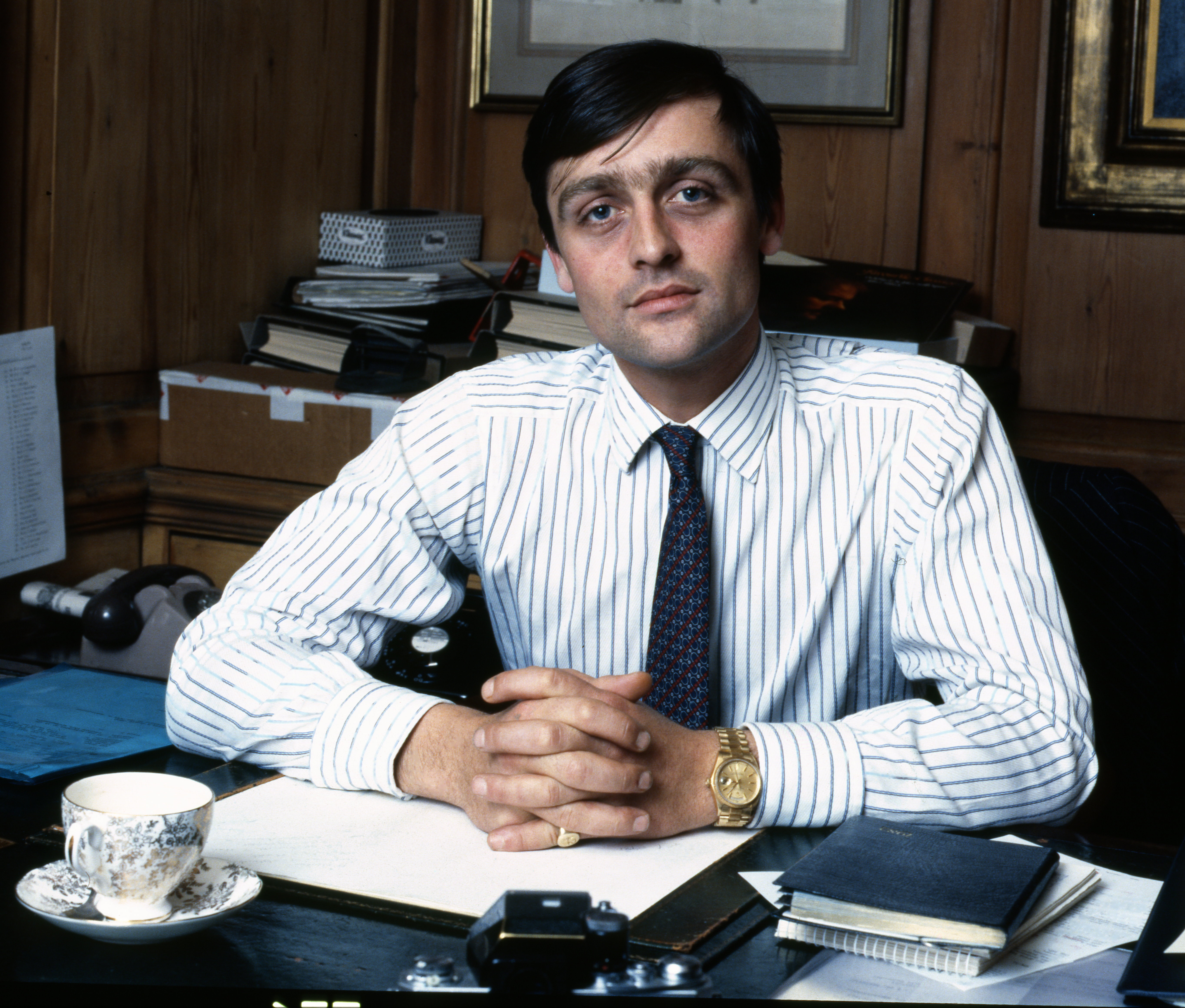
Джеральд Гросвенор, шестой герцог Вестминстерский

Синофриз может быть симптомом некоторых генетических нарушений, таких как:
- Синдром Ваарденбурга
- Синдром Патау
- Синдром Смита — Лемли — Опица
- Синдром Санфилиппо
- Синдром Вольфа — Хиршхорна
- Синдром Корнелии де Ланге и ряда других